# Albert II de La Tour du Pin
Anselme, dit Albert II de La Tour du Pin, né vers 1150 et mort avant 1218 dans le Dauphiné, est un seigneur.

## Biographie

### Sa famille
Albert II de La Tour du Pin (v. 1150-av. 1218), dont le nom et les armes figurent dans la première des salles des Croisades du château de Versailles épouse Marie, fille de Robert IV comte d'Auvergne. Comme son père, il participe à la troisième croisade et fait des La Tour du Pin des hauts et puissants seigneurs. Il est la tige de la branche qui a régné en Dauphiné et s'est éteinte en 1355, par la mort de Humbert II du Viennois, qui cède le Dauphiné à la France en 1343 et 1349 et règne soixante-sept ans.
La baronnie de la Tour est libre et indépendante, de temps immémorial, selon Chorier, Guy Allard, Valbonnais… La ville de La Tour-du-Pin en est le chef-lieu. Cette baronnie va compter plus de 80 villes ou bourgs, et s'étendre depuis le Rhône jusqu'aux Alpes, selon ses mêmes auteurs. Cette baronnie a ses grands dignitaires, ses cours de justice, ses assises. Chorier dit à l'occasion d'Étienne de La Poype, qui en est connétable la qualité de capitaine-général y répond, car cette baronnie était d'une si grande étendue et de tant de dignité qu'il n'y en avait point qui l'égalât.
Albert en est le baron l'an 1161, croisé de 1190 à 92 et est père d'Albert II, de Berlion, de Hugues évêque de Clermont (1227-† 1249 à la croisade), et de Guy, archevêque de Vienne.

### Un croisé et un seigneur très généreux avec l'Église
Albert, deuxième du nom, seigneur de la Tour-du-Pin fait son testament, sur le point de partir pour la Terre sainte, vers l'an 1190, à la croisade de Philippe Auguste ou troisième croisade. Ce testament par lequel il institue son épouse héritière de ses biens est rapporté par Baluze, aux Preuves de l'Histoire d'Auvergne. Il part avec son père à la croisade.
Albert et son frère Berlion sont, comme tous leurs ancêtres et descendants, les bienfaiteurs de la chartreuse Notre-Dame des Portes, comme le montrent des actes passés au même monastère en l'an 1200. Ils sont seigneurs de La Tour-du-Pin et Vinay en 1202. Albert II confirme ses dons de pâturages dans ses possessions pour les chartreux : pascua per totam terram Turris.
La même année, Albert cède à l'église d'Innimond tout ce qu'il a à Neyrieux. Il lui donne un emplacement à Serrières pour y faire un foulon, décharge ou exempte les hommes de ce prieuré de toute leyde au village de Luys (aujourd'hui Lhuis). Il déclare qu'il n'a aucun droit de garde à Innimond. Cette concession est faite pour réparation des injures et dommages qu'il avait causés à ce prieuré. Les archevêques de Lyon et de Vienne, plusieurs seigneurs, sont garants ou témoins dans cet.
Albert II de La Tour du Pin manifeste un profond attachement à l'Ordre des Prêcheurs. C'est grâce à son appui que l'ordre dominicain s'établit dans sa région. D'ailleurs l'un de ses fils, Guy, devient dominicain.
Albert II de La Tour du Pin teste en 1190 et ce testament donne un renseignement précis en mentionnant formellement Crémieu et son territoire qui lui appartiennent.

## Famille
La place que les La Tour du Pin tiennent en Auvergne est illustrée par le mariage qu'Albert II contracte avant 1190 avec Marie d'Auvergne, la fille du comte Robert IV comte d'Auvergne et de Mahaut de Bourgogne. Elle a comme dot en partie des terres autour de Vertaizon, mais son mari a déjà hérité d'une seigneurie dans cette région d'Auvergne. Il n'est toutefois qu'un parent très éloigné d'Albert de La Tour de Vertaizon, cité en 1200. Ils ont plusieurs enfants :
- Albert III (v. 1190-1259), sénéchal du royaume d'Arles, épouse en 1225 Béatrix Dame de Coligny, fille d'Hugues de Coligny et de Béatrice d'Albon, comtesse d'Albon et du Grésivaudan[3] ;
- Berlion ;
- Bernard, général des Chartreux ;
- Guy, archidiacre de Lyon ;
- Sibille, mariée à Siboud de Beauvoir ;
- Alix, qui serait l'épouse du comte Guillaume II de Genève, mais cette union est remise en cause[10].

Albert II est la tige de quatre dauphins :
- Humbert Ier du Viennois, son petit-fils, marié à Anne de Bourgogne, fille de Guigues VII de Bourgogne, dauphin du Viennois, et Béatrice de Savoie ;

- Jean II du Viennois, son arrière-petit-fils, marié à Béatrice de Hongrie, fille de Charles Martel, roi titulaire de Hongrie, et ses enfants :

- - Guigues VIII du Viennois, marié avec Isabelle de France (1312-1348), fille du Roi Philippe V le Long,
  - Humbert II du Viennois.

La branche qui a régné en Dauphiné s'est éteinte en 1355, par la mort de Humbert II du Viennois, qui cède le Dauphiné à la France en 1343 et 1349.